# Hans Herzog
Hans Herzog (Aarau, 28 ottobre 1819 – Aarau, 2 febbraio 1894) è stato un generale svizzero comandante in capo dell'esercito svizzero dal 19 luglio 1870 al 15 luglio 1871.

## Biografia
Hans Herzog venne nominato comandante in capo dell'Esercito federale durante la Guerra franco-prussiana, al termine del conflitto firmò la convenzione di internamento delle truppe francesi in Svizzera con il generale Justin Clinchant.
Nato ad Aarau, nel Canton Argovia, frequentò le scuole cantonali e successivamente si iscrisse per quattro semestri ai corsi di scienze naturali all'Università di Ginevra, divenendo in seguito un membro della Società delle scienze naturali. Inquadrato nell'esercito come ogni cittadino elvetico, nel 1839 assolse il suo primo servizio militare a Thun e nel 1840 divenne tenente di artiglieria, manifestando un grande interesse per l'attività militare, dedicandole tutto il suo tempo libero. Nei sei anni successivi si dedicò in parte all'azienda tessile di famiglia e in parte a viaggi all'estero, dove studiò da autodidatta armi, munizioni e la loro produzione industriale. Dal 1846 si dedicò completamente alla carriera militare prestando servizio mercenario come ufficiale dell'artiglieria a cavallo del Württemberg.
Richiamato in Svizzera, nel 1847 prese parte alla Guerra del Sonderbund con il grado di capitano di artiglieria. Nel 1852 entrò a far parte della Commissione federale dell'artiglieria (organo incaricato di sovrintendere alla gestione e all'ammodernamento dell'artiglieria dell'Esercito federale e nel 1860 il Consiglio federale) lo nominò capo dell'artiglieria federale. A partire dal 1860 si dedicò a creare aziende federali per la produzione di armi e munizioni. In questa funzione si occupò principalmente della sostituzione dei cannoni a canna liscia con quelli a canna rigata e dell'ammodernamento dell'armamento della fanteria. Fu un determinato difensore dell'esercito di milizia (di cui criticava però gli eccessivi formalismi), contrario a ogni cedimento verso la professionalizzazione delle forze armate. Si concentrò sulla semplificazione dell'istruzione e sull'ampliamento delle fortificazioni nazionali.

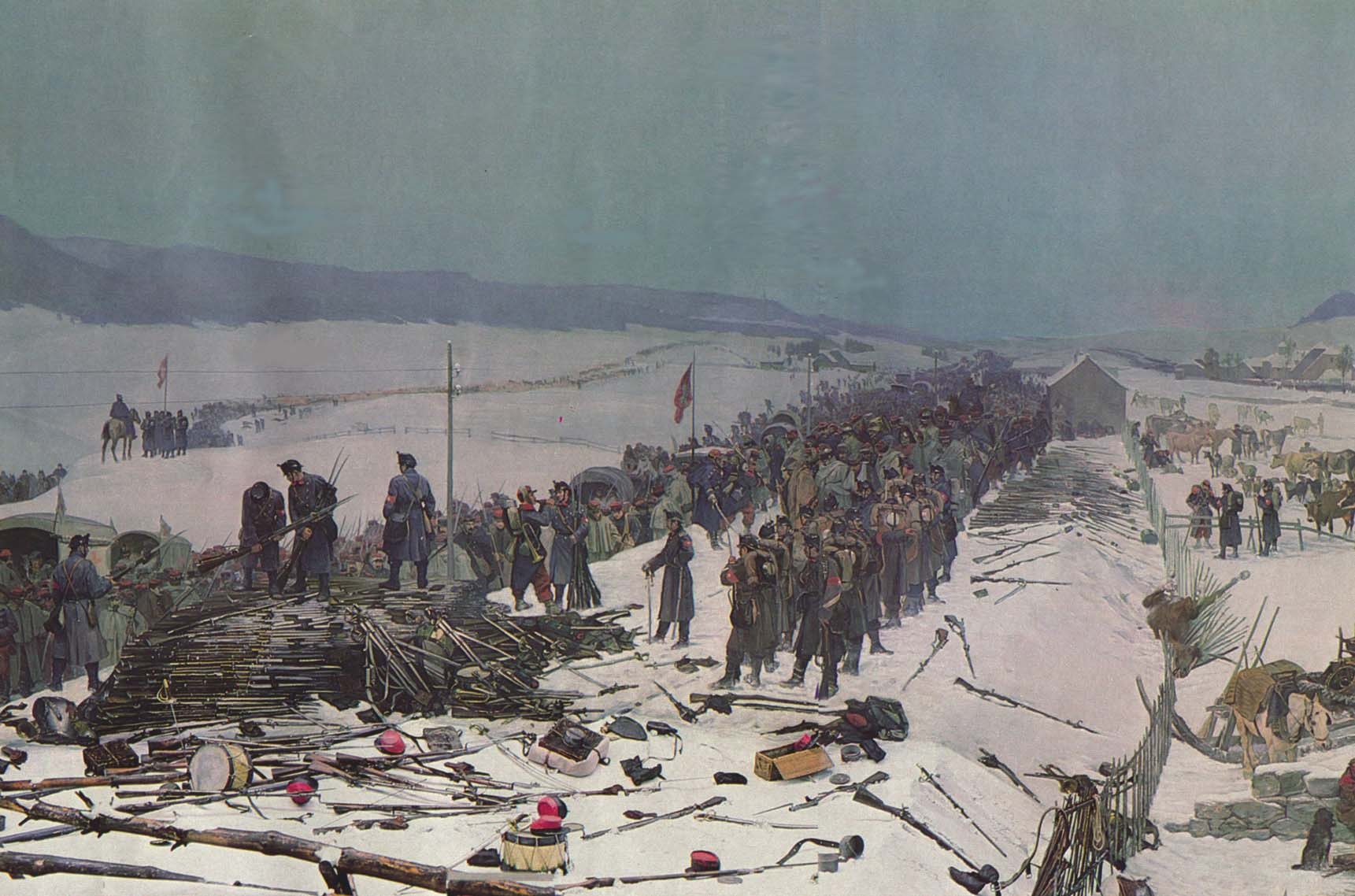
L'armata di Clinchant abbandona le armi prima di passare il confine svizzero (particolare di un'illustrazione del Museo di Lucerna).

Il 19 luglio 1870 – a causa dei timori suscitati in Svizzera dal conflitto franco-prussiano – Herzog venne nominato generale e comandante in capo delle truppe di frontiera (37.000 uomini). Nel febbraio del 1871, mentre il Consiglio federale già si preparava alla smobilitazione, Herzog – che a causa di ciò aveva più volte minacciato le sue dimissioni all'Esecutivo federale – si schierò sulla frontiera franco-svizzera per evitare che le truppe francesi del generale Bourbaki, allo sbando dopo la Battaglia della Lisaine, entrassero in territorio elvetico, trascinando all'inseguimento i contingenti prussiani e provocando così un coinvolgimento della Svizzera nel conflitto. Con il generale Justin Clinchant, succeduto a Bourbaki, Herzog firmò la convenzione di internamento che permise ai francesi – disarmati – di trovare rifugio in Svizzera, salvaguardando così la neutralità elvetica. Rimise il suo mandato al Consiglio federale dopo il conflitto, il 15 luglio 1871. Nel 1875 venne promosso a Capo d'arma d'artiglieria, funzione che mantenne sino alla morte, avvenuta ad Aarau il 2 febbraio 1894.
Massone, è stato membro della Gran Loggia Svizzera Alpina.